# Hatvanhat (kártyajáték)
A hatvanhat egy népszerű kártyajáték, mely főként Magyarországon és német nyelvterületeken elterjedt (németül: Sechsundsechzig), de különféle változatai (snapszer, máriás, bésique stb.) Európa-szerte régóta ismertek. A játék alapvetően kétszemélyes, de létezik három- és négyfős változata is. Célja, hogy az ellenfél kártyáinak elnyerésével, valamint bónuszpontok szerzésével a játékos elsőként érje el a 66 pontot, és így megnyerje a fordulót.

## A játék menete
Ahogy az klasszikus játékoknál előfordul, a hatvanhatot is sokan sokféleképp játsszák. Az alábbiakban azokat a szabályokat ismertetjük, melyekkel a különböző nemzetközi források többsége is egyetért.

### Előkészületek
Magyarországon a játékot szinte kizárólag magyar kártyával játsszák, de határainkon túl francia kártyás változata is ismert. Nincs szükség ugyanakkor az egész paklira: minden színből csak az alsó, felső, király, ász, tízes és kilences lapokat használjuk, azaz összesen 24 kártyát.
A lapok a következő pontértékkel rendelkeznek:
| ász      | 11 |
| tízes    | 10 |
| király   | 04 |
| felső    | 03 |
| alsó     | 02 |
| kilences | 1  |

### Osztás
Minden játékos 5-5 lappal kezd, továbbá a pakli egy lapja felfordítva a pakli alá kerül, félig takarásban. Ennek a lapnak a színe az adu a játék során, és ez, a maradék lapokkal együtt, alkotja a talont (húzópaklit).
Egy hagyományos osztási módszer, hogy az osztó először 3-3 lapot ad, a következőt felüti adunak, ezután további 2-2 lapot oszt.

### Ütés
A játékosok minden körben egymás után kijátszanak egy lapot (felfordítva), majd összehasonlítják azokat. Aki erősebb lapot játszott ki („üti” a lapot), megszerzi mindkét kártyát; ezeket lefordítva maga mellé helyezi, és hozzáadja értéküket a pontjaihoz. Ezután mindkét játékos húz egy új lapot (először a győztes), és kezdődhet az újabb kör. Az utolsó, adut jelző lap is felhúzható.
Az összecsapás szabályai a következők, sorrendben alkalmazva:
1. Az adu színű lap üt minden nem adu színű lapot
2. A magasabb pontértékű lap üti az alacsonyabbat
3. Egyenlőség esetén a kihívó fél nyer

Első körben az osztó ellenfele kezd, ezután mindig a győztes az új kihívó. Aki elsőként eléri a 66 pontot, és ezt bejelenti (például az „Elég!” felkiáltással), megnyeri a játékot.

### Bemondások
Kör elején, ha a kezdőjátékosnál azonos színű király és felső van kézben, ezt bejelentheti, így további pontokat szerezve:
- Ha a kártyák színe az adu, az 40 pontot ér
- Ha a kártyák színe nem adu, 20 pontot ér

Minden körben csak egy párt „mondhat be” a játékos, és miután azt megmutatta ellenfelének, a kártyák egyikét ki kell játszania. Fontos, hogy habár bemondani akárhányszor lehet, pontszámoláskor csak akkor számít a bónusz, ha a játékosnak volt emellett legalább egy ütése is.

### Takarás, csere és utolsó ütés
Ha a talon összes lapja elfogyott, és a játékosok is elhasználták az összes lapjukat, az utolsó győztes játékos 10 bónuszpontot kap.
Kör elején, ha a kezdőjátékos kezében van a legalacsonyabb adu színű lap (azaz a kilences), azt kicserélheti a pakli alatt fekvő adu lapra, mielőtt kijátszana egy kártyát.
Kör elején, ha a talonban még van kártya (beleértve az utolsó lapot is), a kezdőjátékos dönthet úgy, hogy letakarja a talont. Ekkor abban bízik, hogy csak a kézben lévő lapokkal el tudja érni a 66 pontot: ha ez sikerül neki, a letakart talon extra győzelmi pontokat fog érni a végső pontszámoláskor. A takarást általában úgy jelöljük, hogy a pakli alatti adu lapot lefordítva, keresztben a pakli tetejére helyezzük. Letakart talonnál az utolsó ütés 10 pontja sem jár (mivel nem fogy el a pakli).

### Zárt talon
Ha a talon elfogyott vagy letakarták, a következő szabályok lépnek életbe:
- Nem lehet új lapot húzni a kör végén
- Nem lehet cserélni az adujelző lapot
- Nem lehet bemondani
- Színre színt kötelező rakni, ha van olyan lap kézben
- Ütéskényszer van

Ha a játékosnak van a kijátszottal azonos színű lapja, kötelező azt használnia, és, ha van olyan, rá erősebb lapot tennie. Ha nincs azonos színű, akkor adu lapot kell rakni, és ha az sincs, csak akkor használható tetszőleges lap.

### Pontozás

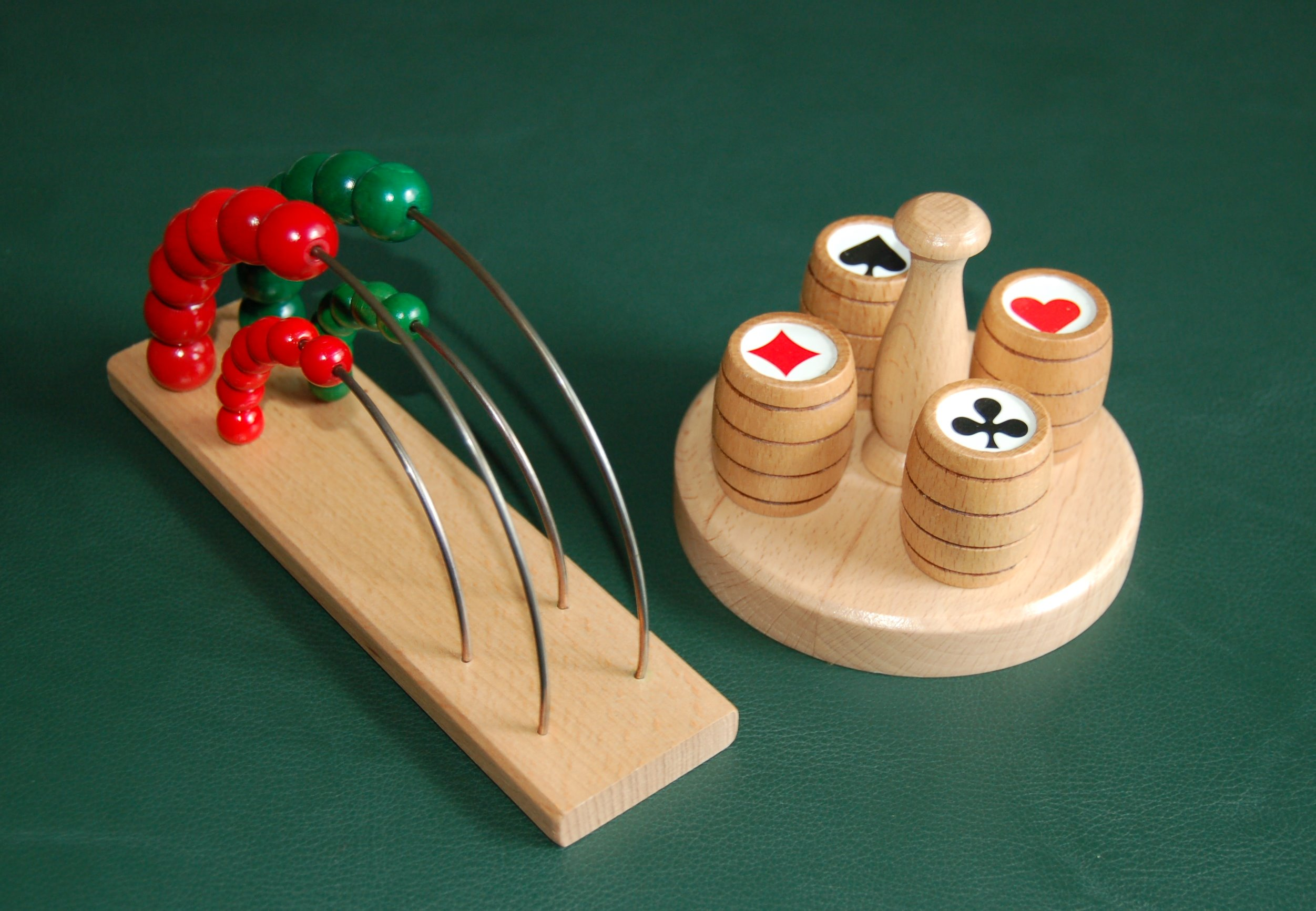
Jelölők és segédletek a pontozáshoz

Aki először bejelenti, hogy elérte a 66 pontot, nyeri a játszmát. Mikor a talon nincs letakarva, vagy a letakaró játékos nyer, az ellenfél pontjaitól függ, hány győzelmi pontot szerez a győztes:
- Ha ellenfelének 0 pontja volt, 3 győzelmi pontot
- Ha legfeljebb 32 pontja volt, 2 győzelmi pontot
- Ha 33 vagy több pontja volt, 1 győzelmi pontot

Mikor valaki arra fogad, hogy takarással megnyeri a játékot, de végül ez nem sikerül, azzal az ellenfelét juttatja győzelmi pontokhoz:
- Ha ellenfelének nem volt még ütése a letakaráskor, 3 győzelmi pont
- Ha volt ütése a letakaráskor, 2 győzelmi pont

Ha minden lap elfogyott, de senki sem győzött, az 0 győzelmi pontot jelent. A játékot több fordulón keresztül, összesen 7 győzelmi pontig játsszák.

## Hasonló játékok

### Snapszer
A hatvanhathoz rendkívül hasonló, azzal esetenként össze is kevert kártyajáték. Szabályai megegyeznek a hatvanhattal, az alábbi eltérésekkel:
- A kilences lap nem játszik, azaz csak 20 lapos a pakli
- Kilences helyett adu alsóval lehet cserélni
- A játékosok 5-5 lappal kezdenek
- Zárt talon mellett is lehet bemondani
- Utolsó ütésnél a győztes nem 10 pontot kap, hanem megnyeri az egész játszmát